# Kanaal Pommerœul-Condé

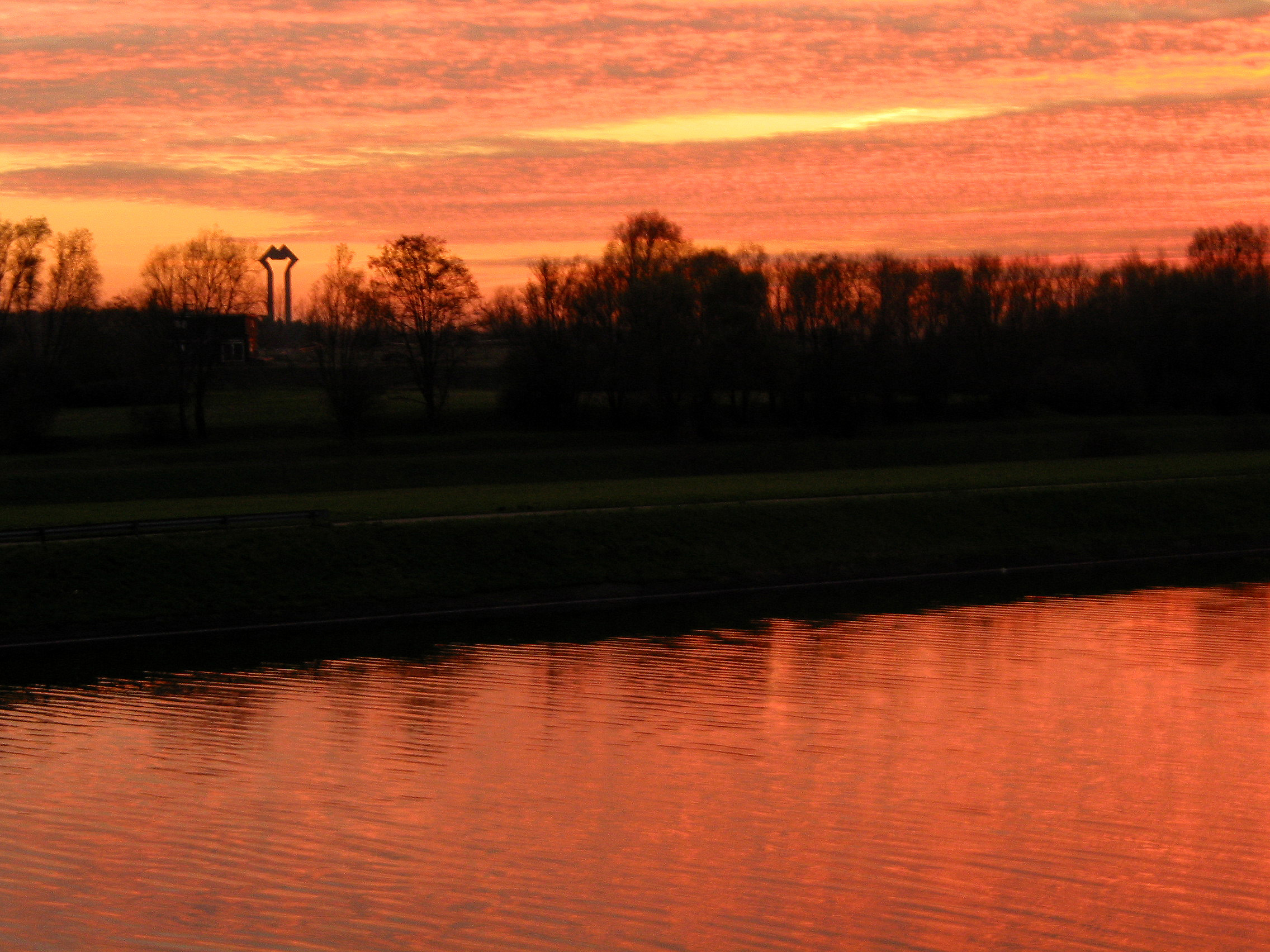
Het kanaal bij Hensies

Het Kanaal Pommerœul-Condé is een kanaal in België en Frankrijk. Het vormt een verbinding tussen de Schelde te Condé-sur-l'Escaut in Frankrijk en het Kanaal Nimy-Blaton-Péronnes nabij Pommerœul in België.

## Geschiedenis
Het kanaal Bergen-Condé is tussen 1807 en 1818 aangelegd tussen Bergen en Condé-sur-l'Escaut, als lateraal kanaal van de (zeer beperkt bevaarbare) Hene. Hiermee kon steenkool van de Borinage via de Schelde naar de Vlaamse en Noord-Franse handels- en industriesteden vervoerd worden. 
De beide uiteinden van het kanaal waren tijdens de start van de aanleg onderdeel van het Eerste Franse Keizerrijk, maar bij de ingebruikname lag Condé in het Frankrijk van de Restauratie, terwijl Bergen in het Verenigd Koninkrijk der Nederlanden lag. De Fransen eisten tolgelden voor de, vooral voor de Nederlanders belangrijke handel, dus liet Koning Willem I onderzoek doen naar een kanaal dat geheel over Nederlands grondgebied ging, dit werd het kanaal Pommerœul-Blaton-Antoing, aangelegd tussen 1823 en 1826, wat leidde tot een route van de Borinage tot Schelde geheel over Nederlands (na de revolutie van 1830: Belgisch) grondgebied.
In 1955-1964 werd het Kanaal Nimy-Blaton-Péronnes (CEMT-klasse IV, 1350 ton) aangelegd, tussen Nimy (bij Bergen) en Blaton op een nieuw traject, tussen Blaton en Péronnes een verbreding van het bestaande kanaal Pommerœul-Blaton-Antoing, met enkele afsnijdingen. Het het gedeelte van het kanaal Bergen-Condé tussen Bergen en Pommerœul raakte hierbij in onbruik, in 1972 werd de snelweg A7 op de bedding van het gedempte kanaal aangelegd.
Tussen Pommerœul en Hensies werd in 1980 een verbinding met het kanaal Nimy-Blaton-Péronnes aangelegd, met sluizen te Pommerœul en Hensies, het kanaal van daar naar Condé werd verbreed in 1980, inclusief een afsnijding waardoor niet meer door het centrum van Condé gevaren werd.

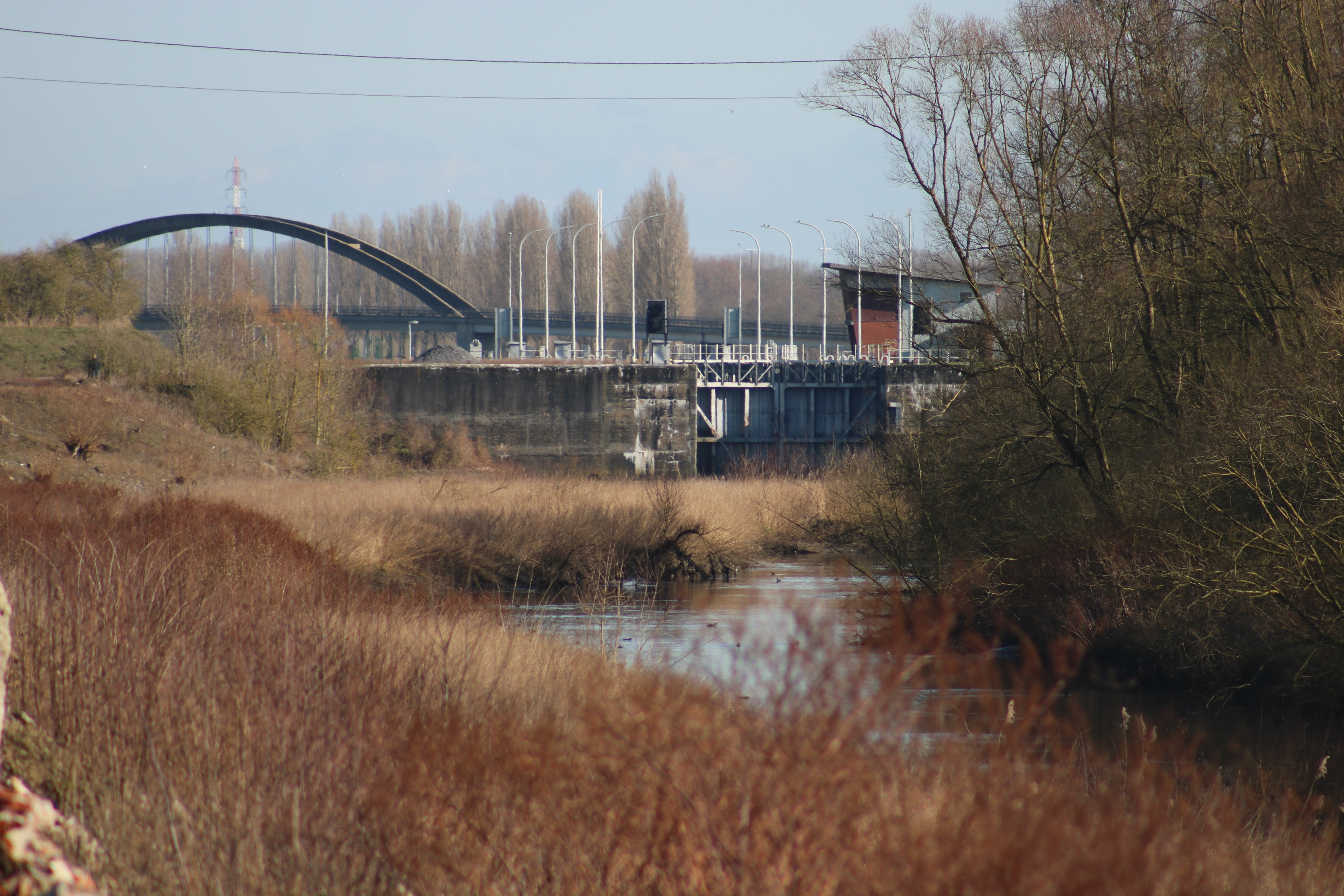
Het kanaal in verzandde staat (2018), gezien vanaf de brug te Saint-Aybert. Op de achtergrond is de sluis te Hensies en daarachter de brug in de Chaussée Brunehaut te zien. Inmiddels is het kanaal weer bevaarbaar.

Ten westen van de sluis te Hensies, nog net op Belgisch grondgebied, stroomt de Hene in het kanaal. Deze rivier neemt veel sediment mee en dit veroorzaakte dat het kanaalpand Hensies-Condé verzandde, waardoor vanaf 1992 tot 2023 in het geheel geen scheepvaart meer mogelijk was op dit kanaalpand. Door het uitblijven van een overeenkomst tussen België (Waals Gewest) en Frankrijk werd het kanaal jarenlang niet meer door de binnenvaart gebruikt, maar wel voor waterskiën en visserij.
In 2016 kwamen de Belgische en Franse autoriteiten dan toch tot een overeenkomst omtrent het ruimen en vergroten van het Franse gedeelte van het kanaal door de Franse waterwegenbeheerder, ten einde het kanaal in de loop van 2022 terug in gebruik te nemen voor de binnenvaart. De werken werden aangevat in de loop van 2020 en, na enkele vertragingen, is het kanaal opnieuw in gebruik genomen op 30 november 2023. Hiermee is een onderdeel van de werken in het kader van de Seine-Scheldeverbinding gereed gekomen.

### Cultuurhistorie

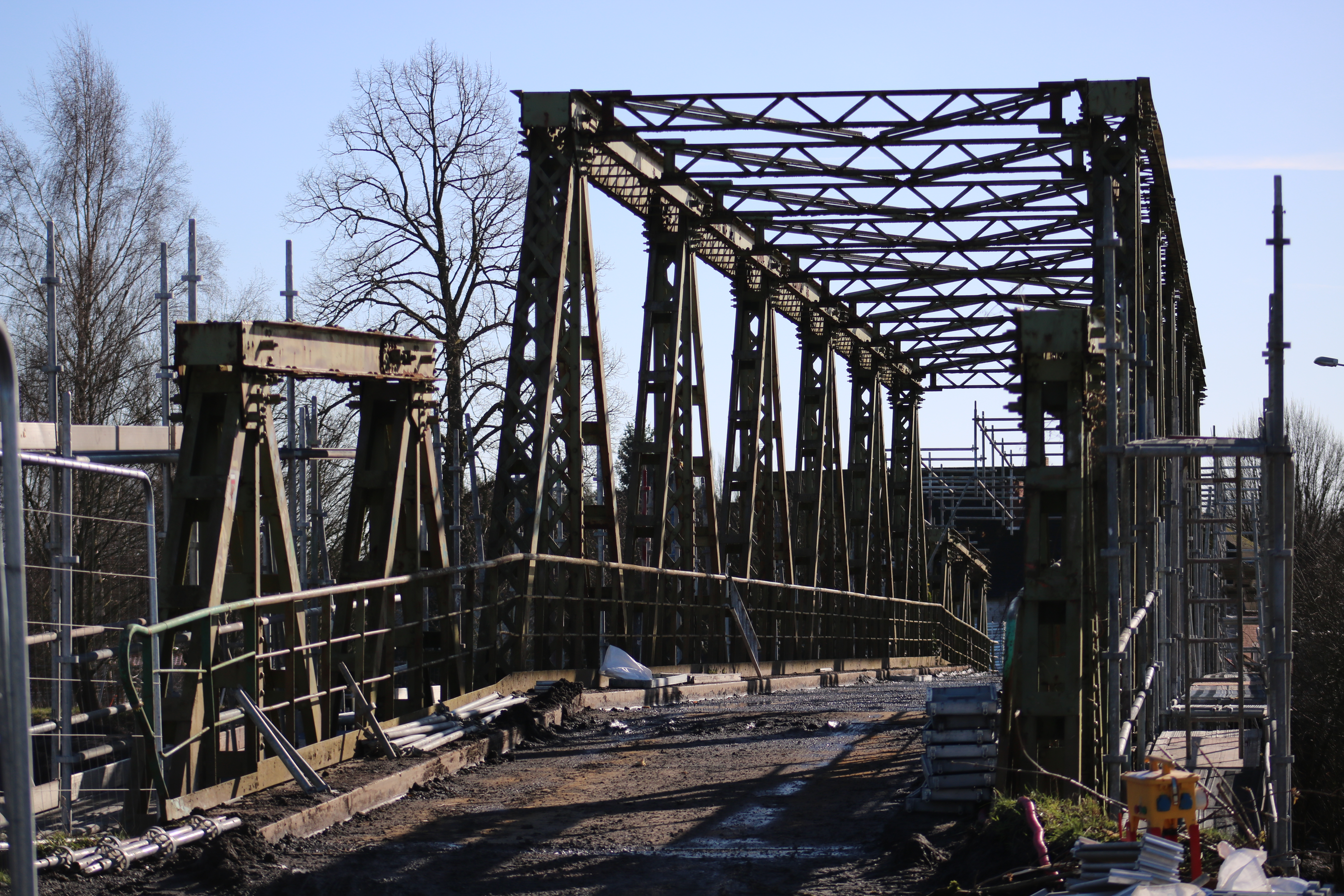
Brug te Saint-Aybert in 2018, inmiddels (2023) is deze brug opgeknapt.

De ophaalbrug over het kanaal bij Saint-Aybert is in de tweede wereldoorlog vernietigd. Na de oorlog is hier een Baileybrug geplaatst. Deze was in 2016 ernstig verwaarloosd, men dacht bij de verbreding van het kanaal aan sloop, maar uiteindelijk is er voor gekozen om de bestaande brug op te hogen en op te knappen.

## Natuur
Het verzandde deel van het kanaal was een natuurgebied, interessant voor vogels, vooral in de winter (Brilduiker) geworden. Bij de uitbreiding van het Franse deel van het kanaal in 2020 is hier rekening mee gehouden, door natuurvriendelijke oevers aan te leggen, en rekening houdend met de bever-habitat. Er is uitwisseling van watervogels tussen dit kanaal en de moerassen van Harchies die vlakbij liggen.